# Sukhoi Su-31
Il Sukhoi Su-31 è un aereo acrobatico monoposto, sviluppato dalla russa Sukhoi.
Nacque nel 1992 come variante monoposto del Sukhoi Su-29, al quale era stato cambiato il motore con un più potente Vedeneyev M14PF ed applicato un nuovo carrello di atterraggio. Questo prototipo prese il nome di Sukhoi Su-29T.

## Tecnica
Il velivolo è composto da una struttura tubolare in acciaio per ridurre drasticamente il peso complessivo. Il serbatoio ha disponibilità per l'alloggiamento di 70 litri di carburante. Ulteriori serbatoi supplementari possono essere installati al di sotto delle ali per trasportare 206 litri supplementari. Dispone di tre vani dove possono essere inseriti diversi bagagli, rispettivamente alle spalle del pilota, dietro il motore e davanti al quadro comandi. Come propulsori può impiegare lo M14P da 360 cv o il M14PF da 400 cv di potenza.

## Versioni
Entrò in produzione nel 1994 con il nome di Sukhoi Su-31 (o Sukhoi Su-31T). Ne uscirono poi altre tre varianti: il Sukhoi Su-31M, nel 1995, con un sistema per eiettare il pilota; il Sukhoi Su-31M2, del 2000, dotato di un motore Vedeneyev M9F; il Sukhoi Su-31X, versione per l'esportazione del modello base.

## Impiego
L'aereo venne impiegato dal pilota Jurgis Kairys per la vittoria nella coppa Breitling. Anche la pluripremiata pilota acrobatica russa Svetlana Kapanina lo utilizzò nelle sue esibizioni.